# Der Stadtstreicher
Der Stadtstreicher ist der zweite Kurzfilm des deutschen Regisseurs, Autors und Darstellers Rainer Werner Fassbinder nach dem verschollenen Kurzfilm This Night. Er wurde in München im November 1966 in schwarz-weiß im 16-mm-Format gedreht. Erstmals ist Irm Hermann zu sehen, die bis 1980 (Lili Marleen) in zahlreichen weiteren Fassbinder-Filmen mitspielte.
Der Film ist stark von Im Zeichen des Löwen (1959) beeinflusst, dem Erstlingswerk von Eric Rohmer über einen Clochard.

## Handlung
Ein Stadtstreicher zieht durch das herbstliche München. Er findet eine Pistole und versucht zunächst erfolglos, sich dieser wieder zu entledigen. Allmählich gewöhnt er sich jedoch an die Waffe und fasst offenbar den Gedanken, damit Selbstmord zu begehen. Als sie ihm dann von zwei Verfolgern abgenommen wird, ist er verzweifelt.